# Periconia narsapurensis
Periconia narsapurensis är en svampart som beskrevs av Subram. 1955. Periconia narsapurensis ingår i släktet Periconia, ordningen Pleosporales, klassen Dothideomycetes, divisionen sporsäcksvampar och riket svampar.   Inga underarter finns listade i Catalogue of Life.